# Thyreus praevalens
Thyreus praevalens är en biart som först beskrevs av Franz Friedrich Kohl 1905. Den ingår i släktet Thyreus och familjen långtungebin. Inga underarter finns listade i Catalogue of Life.

## Beskrivning
Thyreus praevalens har övervägande svart grundfärg med vitaktigt huvud och mellankropp. Bakkroppen är glest svarthårig med en vit, avlång hårfläck som sträcker sig från sidan till en bit in mot ryggen på tergiterna 1 till 5. Benen är mörkbruna, utan någon behåring. Honan har fjäderlik, vit behåring på clypeus och sidorna av labrum. Arten är relativt stor, med en kroppslängd omkring 14 mm hos honan, 16 mm hos hanen.

## Utbredning
Arten finns i Turkiet (Anatolien) och Armenien.

## Ekologi
Som alla arter i släktet är Thyreus praevalens en boparasit, den lägger ägg i andra solitära bins äggceller, där larven lever av det insamlade matförrådet sedan värdägget eller -larven dödats. Värdarterna utgörs av solitära pälsbin.